# ハリー・レドナップ
ヘンリー・ジェームズ・"ハリー"・レドナップ（Henry James "Harry" Redknapp, 1947年3月2日 - ）は、イングランド・ロンドン出身のサッカー指導者、元サッカー選手。現役時代のポジションはミッドフィールダー。
元イングランド代表MFのジェイミー・レドナップは息子であり、甥にチェルシーFCのフランク・ランパードがいる。

## 幼少期
少年時代のレドナップは当初地元ロンドンのサッカークラブであるアーセナルのファンであったが、11歳の時に同じロンドンのクラブであるトッテナム・ホットスパーFCの下部組織に入団した。後にトッテナムの監督に就任するに際して、彼は「昔からトッテナムが大好きだった」と述べている。

## 現役時代
1965年、17歳でウエストハム・ユナイテッドとプロ契約するとトップチームで通算149試合に出場し、8ゴールを挙げてた。1972年にAFCボーンマスに移籍すると4年間で101試合に出場、5ゴールを記録する。その後ブレントフォードFCを経て北米サッカーリーグのシアトル・サウンダーズに移った。

## 指導経歴

### AFCボーンマス
選手としてボーンマスを離れてから6年後、再び指導者としてチームへと戻った。この時の肩書きはデビッド・ウェブ監督のアシスタントコーチであった。ウェブがトーキー・ユナイテッドFCの監督に就任した際に監督への昇格を希望したが、ドン・メグソンがその座に就いた。しかしメグソン率いるチームは3部リーグ下位に低迷し、レドナップが監督に就任した。
レドナップは低迷するチームを押し上げ、その年のFAカップ3回戦でマンチェスター・ユナイテッドFCを破った。何年か3部リーグの中位あたりをさまよった後、1986-87シーズンにクラブ最多記録である97の勝ち点をあげてリーグ優勝、2部に昇格した。3年後の1990年に故障者が続出してチームは低迷。再び3部リーグへの降格を余儀なくされた。
1990年のイタリアW杯開催中に、5人の死者を出す自動車事故に巻き込まれた。事故の影響で嗅覚が麻痺していたものの病状は回復したが、思うような選手が獲得できないことに失望して1991-92シーズン終了後にクラブを去った。

### ウエストハム・ユナイテッド
アシスタントコーチとしてウエストハムに復帰すると、1994年夏にビリー・ボンズの解任を受けて監督に就任した。降格と昇格を繰り返していたチームをプレミアリーグに定着させ、安定したチームを作り上げた。当時ウエストハムのユースアカデミーにはリオ・ファーディナンド、フランク・ランパード、ジョー・コール、マイケル・キャリックといった後にプレミアリーグのスターとなる若手選手が多く在籍していた。移籍市場では獲得した外国人選手が期待外れに終わるということが多かったものの、1998年のシーズンを8位で終えると、翌1998-99シーズンは5位まで順位を上げ、インタートトカップの出場権を得た。そのインタートトカップに優勝してUEFA杯に参戦するが、慣れない過密日程に苦しめられ、99-00シーズンのリーグ戦は1993年の昇格以来、最低となる15位と言う結果に終わった。
当時彼はクラブ側から4年間の新契約を提示されていたが彼のいくつかの不用意な発言がサポーターマガジンに掲載されたことがクラブの不興を買い、その年解任された。

### ポーツマス時代
2001年の夏に彼はポーツマスのフットボールディレクターに就任した。クラブの不調によって2002年3月にグラハム・リックス監督が解任されるとその後任としてクラブを指揮し、2002-03シーズンの2部リーグで優勝。プレミアリーグへの昇格を決めた。この年ポーツマスと入れ替わりに2部リーグへと降格したのは彼の前チームであるウエストハムであった。
翌2003-04シーズンもプレミアリーグの残留を果たしたが、クラブのオーナーであるミラン・マンダリッチと人事を巡って対立。2004年11月にクラブを去った。

### サウサンプトン
ポーツマス辞任の数週間後、彼はポーツマスにほど近いサウサンプトンFCの監督に就任した。この移籍劇はライバルクラブである両チームのサポーターの感情を逆撫でした。彼の使命は前の14試合で1勝しか挙げられていなかったクラブをプレミアリーグに残留させることであり、何選手かの補強したものの（新しく契約した選手の中には彼の息子であるジェイミー・レドナップも含まれていた）27年ぶりに2部リーグに降格した。
翌2005-06シーズンはプレミアリーグ昇格を目指していたが、ここでもオーナーのルパート・ロウとコーチ人事を巡って対立し、アラン・ペラン監督を解任したばかりであったポーツマスに再び戻ることになった。

### ポーツマスへの復帰
2005年12月7日、降格の危機にあったポーツマスの監督に再び就任した。当初は残留が危ぶまれたものの、ロシア系フランス人の富豪であるアレクサンドル・ガイダマクがオーナーに就任したことによって資金面の不安が解消され、チームは好調を維持した。結局レドナップは1950年以来最も高い順位である9位でこのシーズンを終える。2007年の10月にレドナップはポーツマスと2011年までの契約を結んだ。
2008年1月、レドナップがニューカッスル・ユナイテッドの監督に就任するのではないかという報道が流れた。当時ニューカッスルはサム・アラダイス監督を解任したばかりでその後任を探していた。しかし彼はポーツマスに残り、結局ケビン・キーガンが監督に就任することになった。
2008年5月8日、FA杯決勝でポーツマスはカーディフをヌワンコ・カヌのゴールを守り切って1-0で勝利、チームは69年ぶりのタイトルを獲得した。

### トッテナムへの移籍
2008-09シーズンのプレミアリーグでファンデ・ラモス監督率いるトッテナム・ホットスパーは8試合を終えて1勝も挙げられず、2008年10月24日にラモスは解任された。これを受けてレドナップのトッテナムへの電撃的な移籍が発表され、ポーツマスはトッテナムから補償金として500万ポンド(約7億7000万円)を受け取った。
トッテナムの監督就任についてレドナップは「今回のオファーは、到底断われるものではなかった」と語っている。就任後は、自身が指揮官時代に獲得したポーツマスの中心選手であるジャーメイン・デフォーをはじめピーター・クラウチ、ニコ・クラニチャールを獲得し再び指揮下に置いた。2009-2010シーズンは大幅な戦力補強を行い、マンチェスター・シティ、リヴァプールなどを抑え2010-2011シーズンのチャンピオンズリーグ出場権を獲得した。
2012年6月14日、トッテナム監督退任が発表された。

### QPR時代
9月から古巣ボーンマスの顧問を務めていたが、2012年11月24日、解任されたマーク・ヒューズの後任としてクイーンズ・パーク・レンジャーズFCの監督に就任した。契約期間は二年半。

### サッカーヨルダン代表
2016年からサッカーヨルダン代表監督に就任した。

### バーミンガム・シティ
2017年4月18日、バーミンガム・シティFCの監督に就任した。2017年9月16日、公式戦6連敗、リーグ戦で24チーム中23位に低迷したことで解任された。

## タイトル

### 選手時代
U-18イングランド代表
- UEFA U-19欧州選手権：1回（1964）

### 指導者時代
AFCボーンマス
- EFLトロフィー：1回（1983-84）

ウェストハム・ユナイテッドFC
- UEFAインタートトカップ：1回（1999）

ポーツマスFC
- フットボールリーグ・ファーストディビジョン：1回（2002-03）
- FAカップ：1回（2007-08）

個人
- プレミアリーグ年間最優秀監督：1回（2009-10）
- プレミアリーグ月間最優秀監督：8回（1998年11月、2004年4月、2004年10月、2005年3月、2006年4月、2009年8月、2011年9月、2011年11月）